# 6th Armored Division
La 6ª Divisione corazzata (in inglese 6th Armored Division) era una divisione corazzata dell'Esercito statunitense che combatté durante la seconda guerra mondiale, distinguendosi soprattutto durante la battaglia di Normandia, la battaglia delle Ardenne e l'avanzata finale in Germania. Per la maggior parte del suo servizio in Europa occidentale la divisione, soprannominata "Super Sixth", fece parte della famosa 3ª Armata comandata dal generale George Patton.

## Storia
La 6ª Divisione corazzata venne ufficialmente costituita nel febbraio 1942 nel quadro del grande programma di potenziamento dell'esercito americano ed in particolare delle sue forze mceccanizzate previsto dai piani di guerra approvati dal presidente Franklin Delano Roosevelt fin dall'estate 1941 in vista di un impegno bellico diretto degli Stati Uniti contro il III Reich. La divisione, attivata a Fort Knox nel Kentucky e comandata inizialmente dal generale William H. Morris, svolse intensi programmi di addestramento per quasi due anni prima di essere trasferita in Gran Bretagna nel febbraio 1944 per prendere parte all'operazione Overlord.

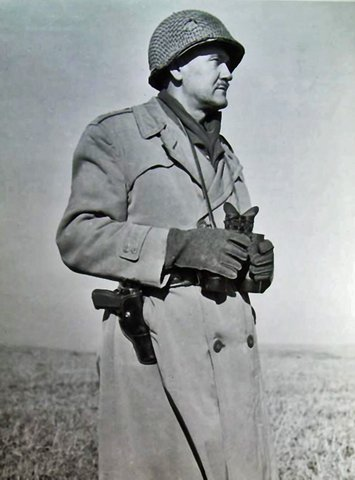
Il generale Robert W. Grow, comandante della 6ª Divisione corazzata per gran parte della seconda guerra mondiale.

Entrata in linea sul fronte occidentale nell'estate 1944 durante la battaglia di Normandia alle dipendenze dell'VIII corpo d'armata che era stato sbarcato in Francia a luglio, prese parte alla decisiva operazione Cobra dove, insieme alla 4ª Divisione corazzata, ebbe un ruolo di grande importanza, contribuendo allo sfondamento delle linee tedesche e avanzando fino a Coutances il 28 luglio 1944. Guidate con abilità ed energia dal nuovo comandante della divisione, generale Robert W. Grow, le unità corazzate della divisione continuarono a spingersi in profondità e dopo aver occupato Granville il 31 luglio, il giorno seguente raggiunsero Avranches dove rafforzarono l'importantissima testa di ponte americana a sud del fiume Sélune.
Il 1º agosto 1944 la 6th Armored entrò a far parte, insieme ad altre formazioni meccanizzate, della nuova 3ª Armata statunitense comandata dal generale George Patton che era incaricata di sfruttare audacemente lo sfondamento e avanzare a sud di Avranches contemporaneamente verso la Bretagna e verso la Loira. Il generale Patton assegnò al generale Grow la missione di spingersi con la massima velocità nella penisola bretone dirigendo la 6ª Divisione corazzata direttamente su Brest ad oltre 400 chilometri di distanza. Il porto doveva essere raggiunto e conquistato entro il 7 agosto. La divisione corazzata avanzò con grande rapidità in Bretagna incontrando solo una debole resistenza e raggiunse Brest il 7 agosto ma nel frattempo molti reparti tedeschi avevano ripiegato all'interno del porto che quindi non poté essere conquistato con un colpo di mano. Brest dovette essere assediato e conquistata dopo una violenta battaglia all'interno dell'abitato da altre divisioni americane mentre la 6ª Divisione corazzata dopo la brillante avanzata venne trasferita verso est per prendere parte alla liberazione della Francia.
Alla fine del mese di settembre 1944 la 6ª Divisione corazzata, sempre guidata dal generale Grow, ritornò sotto il comando diretto della 3ª Armata del generale Patton e fino a novembre partecipò ai duri combattimenti per liberare la Lorena e per intaccare la Linea Sigfrido. In Lorena i reparti corazzati della divisione, inquadrati nel 12º corpo d'armata del generale Manton S. Eddy, entrarono a Château-Salins e a Saint-Avold.
Nella seconda metà di dicembre 1944 invece la 6ª Divisione corazzata venne trasferita d'urgenza a nord, insieme a molte altre divisioni dell'armata del generale Patton, per contrattaccare sul fianco le forze tedesche che a partire dal 16 dicembre avevano sferrato l'inattesa offensiva delle Ardenne. I reparti della divisione parteciparono alla battaglia di Bastogne e contribuirono a sbloccare le truppe statunitensi assediate nella città e a sconfiggere definitivamente i tedeschi che furono costretti alla ritirata.
Negli ultimi mesi della guerra la 6th Armored prese parte alla brillante avanzata finale della 3ª Armata nella Germania; i reparti del generale Grow attraversarono il Reno nella testa di ponte di Oppenheim, conquistata di sorpresa il 25 marzo 1945, quindi superarono anche il Meno e occuparono Bad Nauheim e Mühlhausen entro la prima settimana di aprile. Dopo aver respinto alcuni contrattacchi la divisione liberò il campo di concentramento di Buchenwald. La 6th Armored, comandata negli ultimi mesi dal generale George W. Reed, concluse la sua campagna di guerra raggiungendo il fiume Mulde dopo aver occupato Lipsia.